# یواس‌اس سباگو (۱۸۶۱)
یواس‌اس سباگو (۱۸۶۱) (به انگلیسی: USS Sebago (1861)) یک کشتی بود که طول آن ۲۲۸ فوت ۲ اینچ (۶۹٫۵۵ متر) بود. این کشتی در سال ۱۸۶۱ ساخته شد.